# Von Schantz
von Schantz är en månghövdad svensk och finländsk adelsätt. Den har samma ursprung som den utslocknade svenska adelsätten Schantz, vilken också behandlas här.

## Historik
Johan Eberhard Schantz (1614–1665) som härstammade från Rothenburg ob der Tauber i Tyskland, flyttade till Sverige på 1630-talet och blev sekreterare till den senare kung Karl X Gustav. Fyra av hans söner var även de i tjänst inom den svenska statsförvaltningen med befattningar som sekreterare av olika slag. Den äldste, Johan David Schantz (1644–1698), adlades 1681 med oförändrat namn och introducerades 1682 på Riddarhuset med nummer 1002. Denna ättegren är utslocknad sedan 1753. Hans bröder Ludvig, Fredrik och Christian adlades 1693  med namnet von Schantz och introducerades gemensamt samma år på nummer 1255. Denna ätt fortlever och blev med en gren 1818 immatrikulerad som adlig ätt nummer 95 vid Finlands riddarhus.
Officiell statistik tillgänglig i oktober 2022 uppger att 186 personer med efternamnet von Schantz var folkbokförda i Sverige och att 122 personer med samma namn var bosatta i Finland. Totalt blir detta 308 personer.

## Släktträd (urval, äldre generationer)
Tabellnummer avser Elgenstiernas artikel, referens 
- Johan Eberhard Schantz (1614–1675), stamfar
  - Johan David Schantz, adlad Schantz (1644–1698), ämbetsman, generalguvernementssekreterare
  - Ludvig von Schantz (1649–1702), (Tab 1)
    - Carl Ludvig von Schantz (1681–1734), arkeolog (Tab 2)

  - Fredrik von Schantz (1651–1697),  protokollsekreterare (Tab 7)
    - Johan Fredrik von Schantz (1680–1743), kansliråd (Tab 8)
    - Carl Gustaf von Schantz (1683–1758), major och tecknare (Tab 7f)

  - Christian von Schantz  (1655–1702), ämbetsman, referendariesekreterare  (Tab 55)
    - Johan Eberhard von Schantz (kammarherre) (1687–1762) (Tab 56)
    - Ludvig von Schantz (1692–1730), hovjunkare, gift med
    - + Eva Maria von Schantz  (1703–1798) brukspatron (Tab 94)
      - Christian Robert von Schantz (1722–1780), militär (Tab 95)
        - Gustaf von Schantz (1775–1847), kansliråd och vitterhetsidkare (Tab 96)

      - Jakob Ludvig von Schantz (1723–1817), landshövding (Tab 97)

## Personer tillhörande släkten
- August von Schantz (1823–1917), kammarherre och tecknare
- Carl Gustaf von Schantz (1683–1758), major och tecknare
- Carl Ludvig von Schantz (1681–1734), arkeolog och ämbetsman
- Christian Robert von Schantz (1722–1780)), militär
- Eric von Schantz  (1909–1993), finländsk översättare
- Eva Charlotta von Schantz (1762–1819), målare
- Eva Maria von Schantz (1703–1798), brukspatron
- Filip von Schantz (1835-65), finländsk musiker, dirigent
- Fredrik von Schantz (1829-64), kofferdikapten och akvarellist
- Gustaf von Schantz(1775–1847), ämbetsman och vitterhetsidkare
- Jakob Ludvig von Schantz (1723–1817), ämbetsman
- Johan Eberhard Schantz (1614–1675), tyskfödd sekreterare till den senare Karl X Gustav
- Johan Eberhard von Schantz – flera personer
  - Johan Eberhard von Schantz (kammarherre) (1687–1762)
  - Johan Eberhard von Schantz (amiral) (1802–1880), finskfödd amiral i ryska flottan
- Johan Fredrik von Schantz (1680–1743), ämbetsman
- Max von Schantz (1922–2007), finländsk farmakolog
- Philip von Schantz (1928-1998), bildkonstnär
- Torbjörn von Schantz (född 1954), ekolog, universitsrektor